# Maria Gordina
Pour les articles homonymes, voir Gordin.
Maria (Masha) Gordina (née le 13 janvier 1968) est une mathématicienne russo-américaine. Elle est professeure de mathématiques à l'université du Connecticut.

## Éducation et carrière
Gordina est la fille du mathématicien Mikhail (Misha) Gordin et d'une ingénieure en logiciel.  Elle a obtenu un diplôme en 1990 de l'université d'État de Leningrad et est devenue professeure adjointe à l'Institut électrotechnique de Leningrad (en) . Elle a terminé son doctorat en 1998 à l'université Cornell ; sa thèse, intitulée Holomorphic functions and the heat kernel measure on an infinite dimensional complex orthogonal group, a été supervisée par Leonard Gross,. Après la recherche postdoctorale à l'université de Californie à San Diego, elle a rejoint la faculté de l'université du Connecticut en 2003.

## Travaux
Ses recherches se situent à l'interface entre l'analyse stochastique, la géométrie différentielle et l'analyse fonctionnelle, y compris l'étude des noyaux de la chaleur sur des groupes de dimensions infinies.

## Prix et distinctions
Elle est Humboldt Research Fellow, lauréate 2009-2010 du prix Ruth I. Michler Memorial de l'Association for Women in Mathematics et Simons Fellow.